# 肖建国 (1965年)
肖建国（1965年4月—），男，山东平度人，中华人民共和国外交官，1991年6月加入中国共产党，曾任中华人民共和国驻东帝汶民主共和国特命全权大使，现任中华人民共和国驻文莱达鲁萨兰国特命全权大使。

## 生平
1984年毕业于安徽省宿州师范专科学校，任淮北市濉溪县濉溪中学教师。1988年至1991年在中国人民大学法律系就读硕士研究生。1991年7月，进入中华人民共和国外交部工作，先后在条约法律司、驻荷兰大使馆任职，期间获得北京大学博士学位。2004年，任驻牙买加大使馆参赞。2008年，任外交部条约法律司参赞，后任外交部边界与海洋事务司参赞。2011年，挂职云南省文山壮族苗族自治州副州长。2013年，任外交部边界与海洋事务代表。2015年，任外交部边界与海洋事务司副司长。2018年10月，出任中华人民共和国驻东帝汶大使。2022年12月，自驻东帝汶大使离任。2023年3月，出任中华人民共和国驻文莱大使。

## 荣誉

### 外国勋章奖章
- 功绩奖章（东帝汶，2022年12月16日颁发[7]）